# Anton Höger
Anton Franz Höger (* 30. Oktober 1956 in München) ist ein deutscher Maler und Komponist. Seine Sujets sind seit Beginn der 2000er-Jahre der moderne Mensch in der Wissenschaft, in der Kunst und in der Religion.

## Malerei
Die Wiener Schule, Högers künstlerische Heimat, kennzeichnete neben unwirklichen, traumhaften Bildmotiven im opulenten Stil des Manierismus eine aufwändige Maltechnik, die sich die alte italienische und niederländische Malerei zum Vorbild nahm. Die Bewunderung der malerischen Finesse der Altmeister und der Versuch, deren Effekte zu erzielen, hatte schon Otto Dix Mitte der 1920er Jahre zu einem radikalen Wandel seiner Maltechnik geführt. Das Werk Anton Högers ist vielfach geprägt von Anspielungen auf alte Bildsymbole, die er jedoch mit der Direktheit einer aktuellen Formensprache umsetzt.
Sein Realismus entspricht heutigen Sehgewohnheiten.

## Ausstellungen (Auswahl)
- 2005: Einzelausstellung Montreal (Gora-Gallery)[2]
- 2005: Einzelausstellung Soho, New York, (Agora-Gallery)
- 2006: Gruppenausstellung Chelsea, New York (Agora-Gallery)
  - Einzelausstellung  München (Realismusgalerie)
- 2007: Biennale Florenz 2008; Einzelausstellung Bamberg (Kunstgalerie Senger)
- 2009: Einzelausstellung Bamberg (Kunstgalerie Senger)
- 2010: Gruppenausstellung Tübingen (Schedhalle)
- 2011: Einzelausstellung München (Kunstgalerie Stumpf)
  - Kunstpreis Blau-Orange der Stadt Coburg
- 2012: Gruppenausstellung München (Kunstgalerie Stumpf)
  - Einzelausstellung München (Kunstgalerie Stumpf)
- 2013: Einzelausstellung München (Kunstgalerie Stumpf)
  - Art Stroke München
  - Gruppenausstellung Essen (Kunstgalerie am Turm)
  - Gruppenausstellung Coburg (Kunstverein)
- 2014: Gruppenausstellung München (Kunstgalerie Stumpf)
  - Art Stroke München
  - Einzelausstellung München (Kunstgalerie Stumpf)
  - Art Fair Köln 2015 – Art Stroke München[3]
- 2015: Einzelausstellung München (Kunstgalerie Stumpf)
- 2016: Einzelausstellung Nürnberg (raum für zeitgenössische kunst)[4]
- 2017: Einzelausstellung  Museum Meštrović-Pavillon Zagreb (HDLU)
- 2018: Gruppenausstellung (Museo Civico di Rieti)
- 2019: Gruppenausstellung München (Størpunkt);
- 2020: Leonardo da Vinci Preis (Venedig); Frida Kahlo Preis (Mailand)
- 2020: Texas & Neighbors Exhibit and Competition
- 2021: New York Art Fair
- 2022: The Other Art Fair Dallas
- 2023: Artspace 111 Fort Worth, TX
- 2023: Arts Fort Worth Center Fort Worth, TX

## Musik
Högers zweites starkes Interesse galt der Musik, mit Gitarre und Laute widmete er sich zunächst der Interpretation von Renaissance- und Barockmusik, um sich später mit zeitgenössischen Kompositionen zu beschäftigen. 1989 gewann er beim Internationalen Komponistenwettbewerb für Kammermusik in Berlin den 1. Preis.

### Kompositionen
- Die Gezeiten des Waldes für 4 Gitarren (Musikverlag Zimmermann GmbH & Co. Kg - ZM 28740)[6]
- Berge der Dämmerung (1991) für 3 Gitarren
- No. 10 Elegie-für 3 Gitarren (1993)
- Elegie für Gitarre solo (1993)
- Tarantos(1994/2014) für 3 Gitarren
- Aus dem Dunkel (1994/2014) für Violine und Gitarre
- Nachtstück – Fragment I (1992/2014) für 2 Gitarren
- Nachtstück – Fragment II (1992/2014) für Gitarre solo
- giocando Aelous (2014) für Gitarre solo
- Hemios-III – Musik für Laute (1993)
  - Quelle: Website mit Kompositionen von Anton Höger.[6]

Ausgaben liegen bei Boosey&Hawkes, Ricordi, Red House Edition, Zimmermann, Henry Lemoine, Tree Edition u. a. vor.

### Intavolierungen
für 2 bis 4 Lauten in verschiedenen Stimmungen

## Publikationen
- Anton Höger (Hrsg.): Werke 2004–2005. Kunstkatalog. pro literatur Verlag, Mammendorf 2005, ISBN 3-86611-076-6.
- Anton Hoeger: Renaissance-Lauten-Technik. 55 Übungen für die rechte Hand. Tree-Edition.
- Anton Höger – Unerschöpflich. Kunstbuch. Hirmer Verlag, 2012, ISBN 978-3-7774-6091-8.